# Lowell (Ohio)
Lowell è un villaggio degli Stati Uniti d'America, situato nello stato dell'Ohio, nella contea di Washington.